# Prešpurský mír (1271)

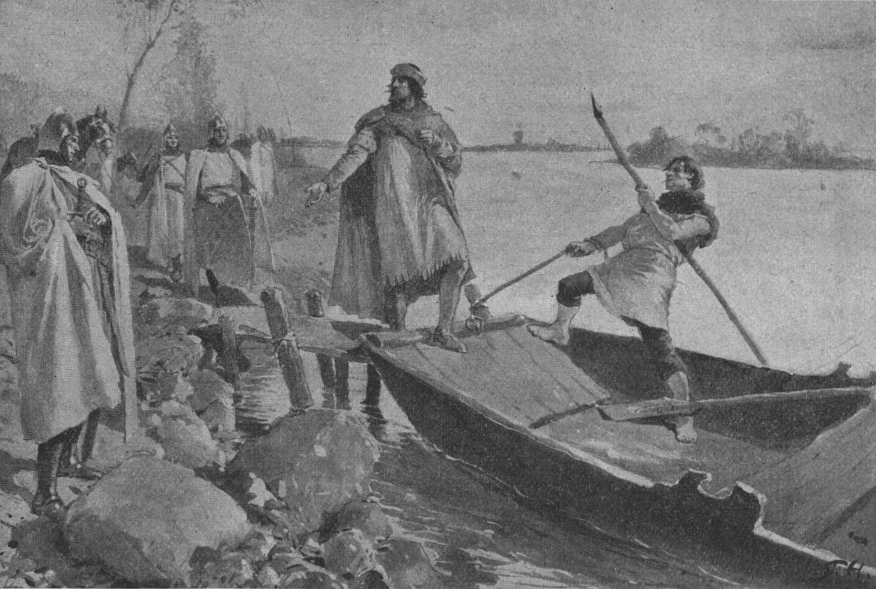
S. Hudeček: Přemysl Otakar II. pluje ke schůzce s králem Štěpánem (okolo roku 1903)

Prešpurský mír či také První prešpurský mír byla mírová smlouva uzavřená 2. července 1271 v Prešpurku (pozdější Bratislavě) mezi českým králem Přemyslem Otakarem II. a uherským králem Štěpánem V.

## Historie
Smlouva měla urovnat dlouhotrvající územní spory mezi Českým a Uherským královstvím, mezi kterými probíhal ozbrojený konflikt. Jejímu uzavření předcházel tzv. Děvínský mír z října 1270, který však byl uherským králem porušen, Přemysl Otakar tedy přitáhl do oblasti pozdějšího západního Slovenska a tuto oblast obsadil. Podle nové dohody se pak Uhersko zřeklo svých nároků na západorakouské provincie, Přemysl Otakar se zároveň zřekl podpory Štěpánovy vnitřní opozice v Uhrách a slíbil vydání králových zrádců.
I tato dohoda však byla Štěpánem následně prolomena a následně byla rozpoutána nová česko-uherská válka.

## Signatáři

### Uherská strana
- Štěpán V. Uherský
- Mojs, palatin z Maďarska, ispán ze Sopronské župy a soudce Kumánů
- Egidius Monoszló, pokladník a ispán isbán z župy Pozsony (Prešpurk)
- Mikuláš Monoszló, královský soudce a isbán z župy Somogy
- Jáchym Gutkeled, bán Slavonie
- Matúš II. Čák, vojvoda Transylvánie a ispán z župy Szolnok
- Vavřinec, syn Keményho, bán Severina a ispána z okresu Doboka
- bán Roland Rátót
- Petr Čák, mistr správců a župan z Gacka (Gecske)
- Albert Ákos, mistr koně a ispán z župy Szeben
- Filip Kórógyi, nejvyšší číšník
- bán Ernye Ákos, ispán župy Varaždin
- bán Panyit Miskolc, ispán župy Zala
- Michael Rosd, ispán župy Nitra
- bán Paul Gutkeled, ispán župy Bács
- Denis Péc, župan z Moravče (Marócsa)
- magistr Ondřej, župan z Rovišće (Rojcsa)
- Petr, ispán z župy Szana

### Česká strana
- Přemysl Otakar II.
- Ondřej, královský pokladník český
- Jaroš z Pušperka
- Jaroslav z Lemberka
- Boreš z Rýzmburka
- Zbislav, purkrabí pražský
- Iarrso de Waldemberch
- Ditrich, vicepokladník Čech
- Bavor II. ze Strakonic
- Hynko de Luhtemburch
- Stenk, bratr Smilův
- Hartlibus, královský pokladník moravský
- Bohuš, maršál
- Bnezta, nejvyšší komorník
- Nezamysl, nejvyšší číšník moravský
- Milota z Dědic, bratr Beneše
- Kuno, bratr Zmizla
- Otto z Haslova
- Ota II. z Perchtoldsdorfu
- Heutef de Howuelde

## Církevní garanti

### Uherská strana
- Štěpán Báncsa, arcibiskup Kalocsa, královský kancléř
- Lampert Hont-Pázmány, biskup egerský
- Job Záh, biskup pécsský
- Filip, biskup vácský
- Pavel Balog, biskup veszprémský
- Timotej, biskup záhřebský
- Ladislav, biskup kninský

### Česká strana
- Fridrich II. z Walchenu, arcibiskup salcburský
- Jan III. z Dražic, biskup pražský
- Bruno ze Schauenburku, biskup olomoucký
- Petr, biskup pasovský
- Konrád II. Wildgraf z Daunu, biskup freisburský
- Leo Thundorfer, biskup řezenský